# Strażno
Strażno – jezioro na Pojezierzu Ińskim, położone w gminie Ińsko, w powiecie stargardzkim, w woj. zachodniopomorskim. Strażno znajduje się około 5,5 km na północny zachód od miasta Ińsko.
Według danych gminy Ińsko powierzchnia zbiornika wynosi 8,9 ha, jednak inne źródło podaje 6,97 ha.
Według danych gminy w typologii rybackiej Strażno jest jeziorem karasiowym.
Nad południowym i zachodnim brzegiem jeziora leży wieś Ścienne, w której mieści się kompleks owczarni.
Około 1,3 km na południowy wschód znajduje się jedna z zatok jeziora Ińsko.